# Kontagiositätsindex
Der Kontagiositätsindex (auch Durchseuchungsquotient oder Kontagionsindex, von lat.: contagium (Ansteckung) und index (Anzeiger)) beschreibt jenen Anteil einer nicht-immunen Population, bei dem es nach Kontakt mit einem Krankheitserreger zu einer Infektion kommt. Der Index kann Werte zwischen Null und Eins annehmen. Dabei ist unerheblich, ob die Infektion auch zu einer Erkrankung, also einer Infektionskrankheit führt, lediglich das Eindringen und die Vermehrung des Erregers im neuen Wirt wird für die Berechnung des Kontagiositätsindex herangezogen.
Der Kontagiositätsindex ist in der Epidemiologie ein wichtiger Parameter zur Beschreibung jener Wahrscheinlichkeit, mit der ein Individuum nach Kontakt mit einem Erreger infiziert wird. Bei der mathematischen Beschreibung der Ausbreitung einer Epidemie beeinflusst der Index die Basisreproduktionszahl.

## Definition
Der Kontagiositätsindex ist eine (dimensionslose) Maßzahl der Ansteckungsfähigkeit (Kontagiosität) eines Krankheitserregers bei Erstkontakt. Genauer berechnet er sich als Quotient zwischen infizierten Empfänglichen und exponierten Empfänglichen
{\displaystyle {\text{KI}}={\frac {\text{Anzahl der infizierten Empfänglichen}}{\text{Anzahl der exponierten Empfänglichen}}}}.

Jener Anteil dieser Infizierten, die auch erkranken, wird mithilfe des Manifestationsindex erfasst. Um in der Praxis den Kontagiositätsindex auch bei Nichterkrankten zu erfassen, wird häufig eine Serokonversion untersucht, die bei vielen Erregern auch klinisch stumm, d. h. ohne Krankheitssymptome verlaufen kann; falls nach dem symptomlosen Verlauf der Infektion ein Immunschutz entstandenen ist spricht man auch von stiller Feiung.
Infizieren sich 60 % der exponierten Personen, so ist der Kontagiositätsindex 0,6. Infiziert sich keiner, liegt er bei Null (kleinstmöglicher Wert), infizieren sich alle, liegt er bei Eins (größtmöglicher Wert).
Beispiele für den Kontagiositätsindex:
| Infektionskrankheit | Kontagiositätsindex des Erregers (als Maßzahl) |
| ------------------- | ---------------------------------------------- |
| Windpocken          | nahe 1,0                                       |
| Masern              | 0,98                                           |
| Pocken              | 0,95                                           |
| Keuchhusten         | 0,90 (0,8–1,0)                                 |
| Mumps               | 0,8                                            |
| Typhus              | 0,50                                           |
| Scharlach           | 0,10–0,30                                      |
| Röteln              | 0,15–0,20                                      |
| Diphtherie          | 0,10–0,20                                      |
| Bakterienruhr       | 0,15                                           |
| Poliomyelitis       | 0,001–0,003                                    |